# Matvéi Zajárov
Matvéi Vasílevich Zajárov (en ruso: Матве́й Васи́льевич Заха́ров; 24 de juliojul./ 5 de agosto de 1898greg. - 31 de enero de 1972), fue un destacado líder militar soviético durante y después de la Segunda Guerra Mundial, donde alcanzó el grado militar de mariscal de la Unión Soviética (1959), dos veces Héroe de la Unión Soviética (1945, 1971). Jefe del Estado Mayor, y Viceministro de Defensa (1960-1963; 1964-1971)
Aparte de su carrera militar fue miembro del Comité Central del PCUS desde 1961, diputado de la II convocatoria del Sóviet Supremo de la RSFS de Rusia (1947-1952), diputado de las IV y VIII convocatorias del Sóviet Supremo de la URSS (1954–1958 y 1970–1974) y Profesor (1948).

## Biografía

### Infancia y Juventud
Matvéi Zajárov nació el 5 de agosto de 1898 en Voylovo, una aldea en el distrito de Kalininsky, gobernación de Tver, al noroeste de Moscú, en el seno de una familia de campesinos. En 1904, la familia se mudó a San Petersburgo, donde su padre comenzó a trabajar como carpintero. En 1913 se graduó de la escuela primaria superior de la ciudad de Tver y trabajó como mecánico en las fábricas de Petrogrado.
Ingresó en la Guardia Roja (predecesora del Ejército Rojo) durante la Revolución rusa de 1917, en Petrogrado, se unió al destacamento de la Guardia Roja de la planta de Siemens y Halske. En este destacamento, el 7 de noviembre, participó en el asalto al Palacio de Invierno y en las batallas cerca de Pulkovo durante la represión del Levantamiento de Kérenski-Krasnov. En diciembre de 1917 se incorporó al Partido Obrero Socialdemócrata de Rusia.

### Guerra civil rusa
Como comunista activo de Petrogrado, Zakharov fue enviado al Ejército Rojo, que acababa de comenzar a formarse. En 1918 se graduó en el segundo curso de artillería soviético en Petrogrado.
En diciembre de 1918, comandó una batería de artillería en el 10.º Ejército cerca de Tsaritsyn (actual Volgogrado). Más tarde luchó contra las tropas del general Antón Denikin y las tropas cosacas blancas en el Cáucaso Norte y en el territorio de Stávropol. Fue el comandante de la batería, desde marzo de 1919 el comandante del batallón de artillería ligera, desde julio de 1919, el jefe del personal de artillería de la 39.ª división de fusileros del 10.º ejército.
Desde septiembre de 1919, fue jefe de suministros de artillería para las divisiones de fusileros 48.º y 50.º, y desde septiembre de 1920, fue jefe adjunto de personal de la brigada de fusileros 101.º para las unidades operativas de la 34.º división de fusileros. Participó en la captura de Tsaritsyn (actual Vólvogrado), luchó en los frentes del Sudeste y del Cáucaso. En 1920-1921 participó en la lucha contra el bandidaje político en el norte del Cáucaso. En el verano de 1919, completó una breve formación en la Escuela Superior de Servicio de Personal. Fue herido en acción en junio de 1919.

### Preguerra
En 1924 se graduó de los cursos de actualización de Járkov para personal de comando, en 1928, estudio en el departamento de suministros de la Academia Militar Frunze, en 1933, en el departamento de operaciones en la misma academia, en 1937 se graduó en la Academia Militar del Estado Mayor del Ejército Rojo (su graduación apenas se dio un año después de comenzar sus estudios, debido a la falta de oficiales en el Ejército Rojo a causa de la Gran Purga de Stalin).
En de 1921, sirvió en la 28.º División de Infantería como ayudante del comandante de la 82.º Brigada de Infantería, posteriormente fue comandante de pelotón de una batería de entrenamiento y asistente del jefe de Estado Mayor para las unidades operativas de los 83.º y 74.º regimientos de infantería.
Entre junio de 1928 y noviembre de 1932, trabajó en el estado mayor del Distrito Militar de Bielorrusia: como subjefe y jefe del departamento de organización y movilización del departamento de suministros de la sede del distrito. De julio de 1933 a febrero de 1936, fue el jefe del departamento operativo de la sede del Distrito Militar de Bielorrusia.
Entre febrero y octubre de 1936 estuvo al mando del 22.º Regimiento de Infantería de la 8.ª División de Infantería del Distrito Militar de Bielorrusia. Después de graduarse de la Academia Militar del Estado Mayor en 1937, ocupó el puesto de comandante en jefe del Distrito Militar de Leningrado, en 1938-1940 fue subjefe del Estado Mayor y posteriormente jefe de Estado Mayor del Distrito Militar de Odesa.

### Segunda Guerra Mundial

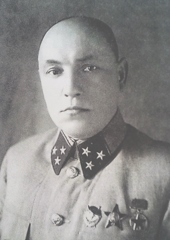
Mayor General Matvei Zajarov. en 1940

Cuando estalló la guerra con el comienzo de la Operación Barbarroja, Zajárov era jefe de Estado Mayor del 9.º Ejército y posteriormente jefe de Estado Mayor del 18.º Ejército, en el sur del país. Sin embargo, el 10 de julio de 1941 fue trasladado al norte, donde fue nombrado jefe de Estado Mayor del Teatro de Operaciones del Noroeste. En agosto de 1941, fue nombrado Subjefe de la Dirección General de Logística del Ejército Rojo, y a principios de 1942, fue destinado, como jefe de Estado Mayor, al Frente de Kalinin, un puesto que mantuvo durante casi todo 1942.
En junio de 1943 fue destinado, como jefe de Estado Mayor, al Frente de la Estepa, que fue renombrado Segundo Frente Ucraniano en octubre de ese mismo año. Fue en este puesto donde Zajárov se probó a sí mismo como uno de los mejores comandantes militares de la Unión Soviética. Contribuyó a planificar un gran número de brillantes operaciones contra las fuerzas alemanas, primero como subordinado del mariscal Iván Kónev, y más tarde bajo mando del mariscal Rodión Malinovski, entre las operaciones que planificó destacanː la ofensiva de Belgorod-Járkov (agosto de 1943), la ofensiva de Kirovogrado (enero de 1944), la ofensiva de Korsun-Shevchenkovsky (enero-febrero de 1944), la ofensiva de Uman-Botoşani (marzo-abril de 1944), las tres últimas forman parte de la ofensiva del Dniéper-Cárpatos, posteriormente también ayudó a planificarː la Segunda Ofensiva de Jassy-Kishinev (agosto de 1944), la batalla de Debrecen (octubre de 1944), la batalla de Budapest (octubre-febrero de 1945), y la Ofensiva de Viena (abril de 1945).
En julio de 1945, tras la rendición de Alemania, Zajárov fue enviado al este, donde fue nombrado jefe de Estado Mayor del Frente Transbaikálico, ayudando a planificar la posterior invasión de Manchuria.

### Posguerra
Tras la guerra, Zajárov ocupó un buen número de posiciones clave en el Ejército. Entre 1945 y 1960 fue Comandante de la Academia del Estado Mayor, Subjefe del Estado Mayor, Inspector Jefe del Ejército, Comandante en Jefe del Distrito Militar de Leningrado y Comandante en Jefe del Grupo de Fuerzas Soviéticas en Alemania.  

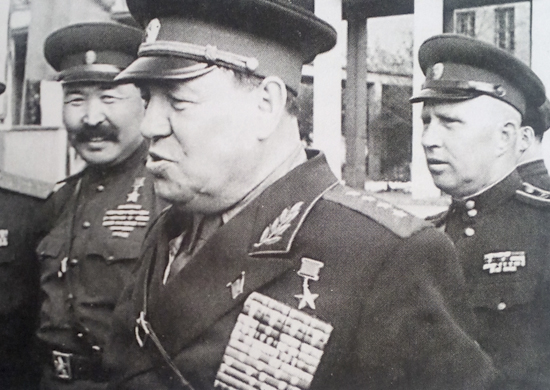
Comandante en jefe del Grupo de Fuerzas Soviéticas en Alemania, General del Ejército Matvéi Zajárov, en 1958

El 8 de mayo de 1959 fue ascendido al rango de mariscal de la Unión Soviética, tras lo cual fue nombrado jefe de Estado Mayor del Ejército Rojo y viceministro de Defensa entre 1960 y 1963. Posteriormente volvió, brevemente a comandar, la Academia Militar de Estado Mayor hasta 1964. Inmediatamente después de que Nikita Jruschov fuera destituido del poder, en noviembre de 1964, Zajarov fue reelegido, en lugar del mariscal de la Unión Soviética Sergéi Biriuzov, quien murió en un accidente aéreo, como jefe de Estado Mayor de las Fuerzas Armadas de la URSS y Viceministro de Defensa.
En 1967, fue enviado a una larga misión en Egipto, para asesorar al ejército egipcio después de ser derrotado por Israel en la guerra de los Seis Días. 
En 1970, como parte de la delegación militar soviética, visitó la República Popular Democrática de Corea. Volviendo de nuevo al cargo de viceministro de Defensa hasta su jubilación en 1971. En septiembre de 1971, fue nombrado inspector general del Grupo de Inspectores Generales del Ministerio de Defensa de la URSS.
Falleció en Moscú, el 31 de enero de 1972 y sus cenizas fueron enterradas en la Necrópolis de la Muralla del Kremlin.
La Escuela de Comunicaciones del Mando Superior Militar en Riazán, así como numerosas calles en San Petersburgo, Odesa, Moscú, Tiumén, Tver y otras ciudades llevan el nombre del Mariscal de la Unión Soviética Matvéi Vasílevich Zajárov.

## Rangos militares
- Coronel (12 de febrero de 1935)
- Kombrig (16 de julio de 1937);
- Komdiv (22 de febrero de 1938);
- Komkor (9 de febrero de 1939);

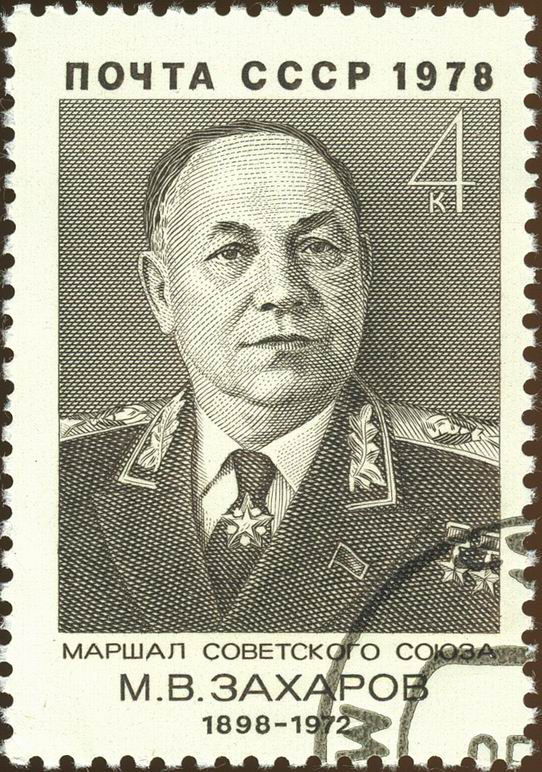
Sello de correos de 1978 del Mariscal de la Unión Soviética Matvéi Vasílevich Zajárov

- Mayor general (4 de junio de 1940);
- Teniente general (30 de mayo de 1942);
- Coronel general (20 de octubre de 1943);
- General del ejército (29 de mayo de 1945);
- Mariscal de la Unión Soviética (8 de mayo de 1959).[4]

## Condecoraciones
A lo largo de su dilatada carrera militar Matvéi Vasílevich Zajárov, recibió las siguientes condecoraciones
Unión Soviética
- Héroe de la Unión Soviética, dos veces (8 de septiembre de 1945, 22 de septiembre de 1971)
- Orden de Lenin, cinco veces (21 de febrero de 1945, 8 de septiembre de 1945, 21 de junio de 1957, 2 de febrero de 1958, 22 de febrero de 1968)
- Orden de la Revolución de Octubre (16 de agosto de 1968)
- Orden de la Bandera Roja, cuatro veces (22 de febrero de 1938, 31 de diciembre de 1942, 3 de noviembre de 1944, 6 de noviembre de 1947)
- Orden de Suvórov de 1.er grado, dos veces (13 de septiembre de 1944, 28 de abril de 1945)
- Orden de Kutúzov de 1.er grado, dos veces (27 de agosto de 1943, 22 de febrero de 1944)
- Orden de Bogdán Jmelnitski de 1.er grado (17 de mayo de 1944)
- Orden de la Estrella Roja (31 de diciembre de 1939)
- Arma de honor con emblema nacional dorado de la Unión Soviética (22 de febrero de 1968)
- Medalla Conmemorativa por el Centenario del Natalicio de Lenin
- Medalla por la Defensa de Leningrado
- Medalla por la Defensa de Moscú
- Medalla por la Conquista de Budapest
- Medalla por la Conquista de Viena
- Medalla por la Victoria sobre Alemania en la Gran Guerra Patria 1941-1945
- Medalla por la Victoria sobre Japón
- Medalla Conmemorativa del 20.º Aniversario de la Victoria en la Gran Guerra Patria de 1941-1945
- Medalla del 20.º Aniversario del Ejército Rojo de Obreros y Campesinos
- Medalla del 30.º Aniversario de las Fuerzas Armadas de la URSS
- Medalla del 40.º Aniversario de las Fuerzas Armadas de la URSS
- Medalla del 50.º Aniversario de las Fuerzas Armadas de la URSS
- Medalla Conmemorativa del 250.º Aniversario de Leningrado
- Medalla Conmemorativa del 800.º Aniversario de Moscú

República Popular de Checoslovaquía
- Héroe de la República Socialista Checoslovaca (28 de abril de 1970)
- Orden de Klement Gottwald por la Construcción de la Patria Socialista
- Orden del León Blanco
- Cruz de la Guerra de Checoslovaquia (1939 - 1945)
- Medalla por el fortalecimiento de la hermandad en armas
- Medalla conmemorativa del Paso de Dukel
- Orden militar checoslovaca por la libertad